# هلن نورفک
هلن نورفک (به انگلیسی: Helen Norfolk) (زادهٔ ۲۷ اوت ۱۹۸۱) شناگر اهل نیوزیلند است.